# Nicromo
El nicromo o nicrom es una aleación de níquel y cromo. La aleación está compuesta de un 80 % de níquel y un 20 % de cromo. Es de color gris y resistente a la corrosión, con un punto de fusión cercano a los 1400 °C. Por su gran resistividad y su difícil oxidación a altas temperaturas, es muy utilizado en la confección de resistencias para elementos telefónicos como chips de teléfonos móviles o cubiertas de motores de tractores.

## Historia
Desarrollado en los EE. UU. por la  Driver-Harris Company fue patentado en 1905, el invento fue hecho por Albert Marsh

Es la forma registrada más antigua de una aleación resistente al caldeo. Una aleación común tiene el 80 % de níquel y el 20 % de cromo, en masa, pero hay muchas otras para acomodar diversas aplicaciones. Es de color gris plateado, resistente a la corrosión y tiene un alto punto de fusión de aproximadamente 1400 °C. Debido a su resistencia a la oxidación y su estabilidad a altas temperaturas, es ampliamente utilizado en elementos de calefacción eléctrica, así como en electrodomésticos y herramientas. Generalmente, el nicromo se enrolla en bobinas de una cierta resistencia eléctrica, y la corriente pasa a través de ella para producir calor por el Efecto Joule.

## Construcción de resistencias de alta precisión
La aleación utilizada para la construcción de resistencia de lámina metálica es de níquel-cromo, que posee una resistividad alta y un bajo coeficiente resistivo de temperatura,CRT, modificando la composición de la aleación se reduce el CRT.
La composición nominal es: cromo : 19.9 %, manganeso : 5.1 %, aluminio : 3.0 %, silicio : 1.1 %, níquel : balanceado.
El coeficiente resistivo de temperatura de esta  aleación, puede controlarse mediante un  tratamiento térmico.